# Глава управы района Перово
Глава управы района Перово — российская муниципальная должность, которая возлагает обязанности на лицо, вступившее в должность главы московского района Перово перед районом, и жителями.

## Полномочия главы управы района Перово
Согласно регламенту управы района Перово, Глава управы района Перово имеет следующие полномочия и обязанности:
- Назначения и освобождения от должности сотрудников аппарата управы.
- Предоставления очередных и дополнительных отпусков сотрудникам аппарата управы.
- Командирования сотрудников аппарата управы.
- Переподготовки кадров и повышения квалификации сотрудников аппарата управы.
- Другим вопросам внутренней деятельности управы.

## Список Глав управы района Перово
| № | Портрет | Имя                | Годы жизни           | Даты председательства  | Партия        | Созыв |
| - | ------- | ------------------ | -------------------- | ---------------------- | ------------- | ----- |
| 1 |         | Лариса Кузнецова   | род. неизвестно      | 2002 год — 2009 год    |               |       |
| 2 |         | Всеволод Тимофеев  | род. 19 октября 1970 | 2009 — 2012            | Единая Россия |       |
| 3 |         | Роман Балдуев      | род. 12 июня 1973    | 2012 — 2013            | Единая Россия |       |
| 4 |         | Александр Довгопол | род. 12 ноября 1965  | 2013 — 2017            | Единая Россия |       |
| 5 |         | Дмитрий Плахих     | род. 15 января 1986  | 2017 — 2019            | Единая Россия |       |
| 6 |         | Дмитрий Филиппов   | род. 14 ноября 1966  | 2019 — 2023            | Единая Россия |       |
| 7 |         | Сергей Салыков     | род. 20 февраля 1992 | 2023 — настоящее время | Единая Россия |       |